# 吴群刚
吴群刚（1974年4月—），男，汉族，浙江义乌人，中华人民共和国政治人物，中国共产党党员，第十三届全国人民代表大会四川地区代表。

## 生平
吴群刚早年先后于重庆大学、清华大学就读，毕业后步入政坛，历任北京市通州区政府区长助理、区安全生产监督管理局党组书记、局长，北京市人口和计划生育委员会副主任，中共北京市委社会工作委员会委员、北京市社会建设工作办公室副主任，北京市怀柔区人民政府副区长、怀柔区科学技术协会主席，中国科学院北京综合研究中心主任，2013年，外放四川省，挂职出任中共绵阳市委副书记，2015年改任四川省科学技术协会党组书记、副主席，2016年，他出任中共南充市委副书记、市人民政府市长。
2018年2月24日，吴群刚当选为第十三届全国人大代表，代表四川省选区，任期5年。2021年，改任四川省科学技术厅厅长。2024年9月，转任中共攀枝花市委书记。